# 230 (szám)
A 230 (kétszázharminc) a 229 és 231 között található természetes szám.

## A matematikában
230:
- Harshad-szám
- Szfenikus szám